# Niji no Megami
Rainbow Song (虹の女神 Niji no Megami) là một bộ phim Nhật Bản sản xuất năm 2006 được đạo diễn bởi Naoto Kumazawa, nhà sản xuất phim là Shunji Iwai, ông cũng đồng thời là người viết kịch bản với nghệ danh Aminosan. Đạo diễn Kumazawa trước đây đã từng hợp tác với nhà sản xuất Shunji Iwai trong bộ phim tài liệu Swallowtail Butterfly.

## Nội dung phim
Tomoya Kishida (Hayato Ichihara) là một nhân viên làm việc cho một hãng phim nhỏ. Sau một buổi quay anh bất ngờ nhận được tin về cái chết của cô bạn thân Aoi Sato (Ueno Juri). Cái chết bất ngờ của cô làm anh hồi tưởng lại những ký ức trong quá khứ giữa hai người, khi lần đầu tiên họ gặp nhau trong một cửa hàng băng đĩa, cùng nhau thực hiện một bộ phim ngắn cho câu lạc bộ phim ảnh trong trường đại học, hay những lời chia tay trước khi Aoi bay sang Mỹ. Mặc dù hai người đều có tình cảm trên mức tình bạn tuy nhiên cả hai lại không đủ can đảm để thú nhận điều này, cho đến khi Tomoya nhận ra điều đó thì tất cả đã quá muộn.